# Josep Maria Forn
Josep Maria Forn i Costa est un réalisateur, scénariste, producteur et acteur espagnol né le 4 avril 1928 à Barcelone (Catalogne, Espagne) et mort le 3 octobre 2021.

## Biographie
En 2001, il reçoit la Creu de Sant Jordi, distinction décernée par la Generalitat de Catalogne.

## Filmographie

### comme réalisateur
- 1957 : Yo maté
- 1959 : 6 heures, quai 23 (Muerte al amanecer)
- 1960 : La vida privada de Fulano de Tal
- 1960 : La Rana verde
- 1961 : ¿Pena de muerte?
- 1962 : La ruta de los narcóticos
- 1962 : Los culpables
- 1963 : Les Cavaliers sans peur (José María)
- 1964 : La barca sin pescador
- 1967 : La piel quemada
- 1975 : La respuesta (es)
- 1979 : Companys, procés a Catalunya
- 1991 : ¿Lo sabe el ministro? (es)
- 1998 : Subjúdice
- 2006 : El coronel Macià
- 2015 : El somni català (ca)

### comme acteur
- 1978 : La ràbia (Rage)
- 1978 : Serenata a la claror de la lluna (Moonlight Serenade)
- 1979 : Alicia en la España de las maravillas (Alice in Spanish Wonderland)
- 1980 : La campanada : employé
- 1981 : Un drac, Sant Jordi i el cavaller Kaskarlata (Josep Maria Forn)
- 1982 : Puny clos (Josep Maria Forn)
- 1983 : Como un adiós
- 1985 : Un, dos, tres... ensaïmades i res més